# Imre Tamás
Imre Tamás (Budapest, 1971.) EFIAP fotóművész, fotográfus.

## Életrajza
Családja révén értelmiségi és művészi beállítottsággal nevelték. A fényképezés családi hagyomány volt náluk, édesapja, idősebb testvére, keresztapja és nagybátyja is mind fényképeztek. Az igazi indíttatás elsősorban Marosi Miklós nagybátyjának köszönheti. A fényképezés és alkotás mindig is az élete része volt, bármit is tanult iskolás évei alatt. Több fényképezőgép típust használt az elmúlt évtizedekben, többek között Zenit, Praktica, Olympus, Mamiya, Nikon, majd 2000-től Canon és 2017-től ismét Nikon rendszerrel fényképez. Szakmailag és emberileg sok támogatást és biztatást kapott Vincze Péter fotográfustól. 2000-től elkezdett másodállásban a fényképezésből megélni, többek között a Kisalföld Volántours útjain örökítette meg Európa művészettörténeti szépségeit, majd Varró Géza fotográfus szárnyai alatt fejlesztette fotográfiai tudását, épület, tárgy és modell fényképezés területein. A nagy szakmai kiugrást és országos ismertséget a FotoArt magazinnak köszönhette. 2003 óta a magazin főmunkatársaként hivatásszerűen dolgozott, majd 2004 elején saját fotóiskolát indított Fotó Oktatás fotóiskola néven. Az elején profi természetfotó kurzusokat vezetett, mára a kortárs és alkotó fotográfia, művész fotográfia, tánc fotográfia, stúdió, portré és természetesen a természetfotográfia területeit is átölelik fotótanfolyamai. Tulajdonos, főszerkesztőként 2009 májusában elindította a világ minden tájáról olvasható Természetfotó Magazin.hu (magyar) és Nature Photo Magazine.com (angol) digitális fotó magazinokat.
Műszaki végzettsége révén többek között fotográfiai eszközöket tesztel Nikon, Canon, Olympus márkáknak.
Az x-rite cég magyar munkatársaival együtt a fotográfiai színhelyesség elkötelezett támogatója lett.
Művészi tánc és modell fotókurzusok, workshopok művészi vezetőjeként haladó szintű fényképészeket tanít a minél helyesebb kompozíció elsajátítására.
Külföldi workshopok vezetőjeként olyan országokban terjeszti tovább tudását, mint Izland, az Egyesült államok, India, Afrika, Közép és Dél Amerika, Dél- Afrika, Olaszország, Cseh ország, Hollandia, Belgium, Franciaország, Törökország, Románia (Erdély).
A szakmai vezetésen túl teszteli a Nikon termékeit olyan helyszíneken, mint Toscana, Iceland, USA National Park, Dolomitok, Velence, Prága, Morávia, Cappadocia, Kenya Massai Mara National Park, India, Etiópia, Hollandia, Belgium, Alaszka, Costa Rica, Camarque, Provance, Franciaország, Erdély, Lofoten szigetek, Norvégia fjordok, Tanzánia, Dél-Afrika.
A hazai fotográfia jeles képviselői és oktatói lettek a munkatársai, mint, Eifert János EFIAP, Szipál Márton AFIAP, Baricz Katalin, Máté Bence, Daróczi Csaba, Lakatos, Kerekes István EFIAP/DIAMOND 3, Péter fotográfus, Szekeres János, Suhayda László, Szilágyi László, Papp Elek fotográfus MFIAP, Molnár István Géza, Krivánszky Árpád és még sokan mások.
Imre Tamás EFIAP fotóművész közel 550 művészeti alkotása, több mint 300 kiállításon sikeresen szerepelt. A nemzetközi pályázatokon fényképeiből 44 alkotása kiemelkedően díjazott és ebből 22 fődíjazott lett. Több FIAP aranyéremmel, PSA aranyéremmel, PSI aranyéremmel és számos ezüst illetve bronzéremmel büszkélkedhet. A fotográfia különböző területein is jó eredményeket ért el, így Nature, Wildlife, Landscape, Photo Journalist, Nude és Monochrome kategóriákban indította fotóit. A világhírnevet még 2008-ban Afrikai anyagjukból készített diaporáma hozta meg számunkra, majd sorra következtek az elért sikerek Franciaország, Indonézia, Taiwan, Hollandia, USA, Nagy-Britannia, India, Ausztrália, Kanada, Ausztria, Olaszország, Románia, Szlovénia, Bosznia-Hercegovina, Svédország, Szlovákia, Szerbia, Norvégia, Dél-Amerika, Oroszország, Ukrajna és még számos országaiban, így képeivel fotográfusok, fotóművészek és a nagyközönség is találkozhattak kiállításokon, katalógusokban és az interneten.

## Természetfotós életrajza
A természetfényképezés már egészen korán gyermekkorában magával ragadta. Szülővárosa, Budapest és környéke manapság is a felfedezés örömét kínálja számára. A világörökség részét képező Hortobágyi Nemzeti Park az egyik kedvenc fotósterülete. Még évtizedekkel ezelőtt a Magyar Természetjáró Szövetség legifjabb tagjaként, hatéves kora óta túra utak sokaságán ismerkedett a természeti látnivalókkal. Akkoriban rendkívül gazdag növény és állatvilág képe fogadta. Hamar magával ragadták az élmények sokszínűsége, és talán ennek is köszönhetően, azóta több százezer kilométert tettem meg hazai és külföldi tájakon egyaránt. A természetjárások seregnyi új tapasztalattal és ismerettel gazdagították. Idővel elmaradhatatlan társa lett a fényképezőgép, amelynek objektívje évtizedeken át kínált, és még ma is kínál betekintést a természet örök újrakezdésébe, drámai történéseibe. A gépváza megörökíti a színeket, formákat és hangulatokat. Ezek az elemek a természetfotós tudatában, szívében és lelkében egységbe rendeződnek, és az elkészült felvételek vallanak alkotójáról, a természet és az ember kapcsolatáról. Képei nem csupán pillanatokat és szépségeket, hanem gondolatokat szeretnének életre kelteni a szemlélőben, hiszen képeivel partnereket keres abban, hogy a szépség, a látvány mögött felismerjék a sérülékenységet, az összefogás szükségességét természeti környezetünk megóvásáért. A jó természetfotós sokat tehet e szemlélet megalapozásáért. Ez még akkor is megéri, ha a természetfényképezés nem egyszerű feladat, sok lemondással jár együtt, és fáradhatatlan kitartást is igényel.
Magyarország elismert természetfotó iskolájának tulajdonosa és vezetőtanáraként a mesterségbeli tudás fortélyaival ismerteti meg az érdeklődőket. Általános és középiskolákban vetítési programjaival segíti az ismeretterjesztést és a környezeti nevelést. Ez nagyon fontos, hiszen országunk rendkívül gazdag madárpopulációja világszínvonalon ismert. Képeivel nem csupán könyvekben, kiadványokban, folyóiratokban és kiállításokon találkozhatnak, hanem általános és középiskolai természetvédelmi plakátokon és oktatási DVD anyagokon is. A FotoNatura Hungary természetfotós klub tagjaként 2003-2007-ig számos hazai MAFOSZ és nemzetközi IFWP pályázaton sikeresen vett részt. A sokféle elismerés közül a 2004-es International Federation of Wildlife Photograpy pályázat első díja adta meg a lökést. A 2006-os Pannónia dia Szalonon minden díjat elnyert. Egyéni első, kollekció első és csoportos első díjakat is kapott. Kisebb kihagyással 2009 elejétől ismét megméretteti képeit PSA és FIAP pályázatokon, fotóival már több első és fődíjat is nyert, így világszerte megismerhették fényképeit. Sőt 2009 elején Ausztráliában A FIAP AV diaporáma bajnokságon, elnyerte a világ legjobb (Warriors of the Wild) diaporáma fődíjat is. Több fotográfiai szervezetben is vezető tisztséget tölt be, így a 2005-ben megalakult Vadvilág Magyar Természetfotósok Egyesületének elnöke lett, majd 2017 óta a Nikon PRO fotográfusként dolgozik és 2018-ban Nikon nagykövetnek választották. 

## Jelentősebb díjai
- 2022 MAFOSZ salon Collection 2st silver medal
- 2019 Filter photo contest Jury Special Award
- 2018 FIAP WORLD CUP Collection Photoclub Highly Commended
- 2018 MAFOSZ salon Collection 2st silver medal
- 2017 MAFOSZ salon Collection Best photo club 1st szalon serleg fődíj
- 2016 MAFOSZ salon Collection 3st bronze medal
- 2015 MAFOSZ salon 3st Bronze medal
- 2014 MAFOSZ salon Collection Best photo club 1st szalon serleg fődíj
- 2014 The AL-THANI Award Collection Best photo club 1st Gold Medal fődíj
- 2013 MAFOSZ SALON Highly Commended
- 2012 Wildlife Society of Hungarian Nature Photographers Wildlife photography of the Years
- 2012 Wildlife Society of Hungarian Nature Photographers Wildlife photography Picture of the Years
- 2012 12th Malmö International Exhibition of Photographic Art UPI Honourable Mention
- 2012 6th Yuanlin International Exhibition of Photography Special Judged Award
- 2012 36th Taipei International Salon of Photography PST Gold Medal
- 2012 3rd International Salon of Photography Between the sky and the earth FIAP Gold Medal
- 2012 13th PSI International Digital Salon FIAP Ribbon
- 2012 8th Holland International Image Circuit-8th Wageningen Image Contest PESGSPC Gold medal
- 2012 8th Holland International Image Circuit-14th Tribute to Colour Tribute Honourable Mention
- 2012 36th Welsh International Projected Image Salon Highly Commended
- 2012 36th Welsh International Projected Image Salon Judges Choice Highly Commended
- 2012 1st International Circular Exhibition of Photography "Art Photo"-Zajecar ISF Gold Medal
- 2012 Dubrovnik International Photo Salon FIAP Honourable Mention
- 2012 The 2nd Taichung International Exhibition of photography PSTC Honourable Mention
- 2012 The 2nd Taichung International Exhibition of photography FIAP Honourable Mention
- 2012 Photography Society India International Digital Salon PSI Gold Medal
- 2012 Grand Prix Novi Sad Serbia Photo Salon FIAP Honourable Mention
- 2012 FIAP WORLD CUP Honourable Mention
- 2012 MAFOSZ Salon Honourable Mention
- 2011 FIAP World CUP FIAP Honourable Mention
- 2011 Wildlife Society of Hungarian Nature Photographers Wildlife photography of the Years
- 2011 Wildlife Society of Hungarian Nature Photographers Wildlife photography Picture of the Years
- 2011 Wildlife Society of Hungarian Nature Photographers Bird category 1st and 3st medal
- 2011 Wildlife Society of Hungarian Nature Photographers Animal Face to face category 1st medal
- 2011 Wildlife Society of Hungarian Nature Photographers Landscape category 1st medal
- 2011 Wildlife Society of Hungarian Nature Photographers Composition and form category 1st medal
- 2011 Wildlife Society of Hungarian Nature Photographers Nature sky category 1st medal
- 2011 Wildlife Society of Hungarian Nature Photographers Black and White category 2st medal
- 2010 Wildlife Society of Hungarian Nature Photographers Wildlife photography of the Years
- 2010 Wildlife Society of Hungarian Nature Photographers Wildlife photography Picture of the Years
- 2009 India Photolovers PSA Gold medal és Best of Show 1st Prize fődíjat
- 2009 India Photolovers PL Gold medál zsűri különdíj
- 2009 India Photolovers Photolovers Certificate of Merit
- 2009 Arizona Photographic Society Exhibition Nature Honourable Mention
- 2009 USA Mississippi Valley Salon of Photography Open category Bronz medal
- 2009 USA Mississippi Valley Salon of Photography Nature PSA Gold medal 1st Prize best in show, Best Wildlife fődíja,
- 2009 USA Mississippi Valley Salon of Photography Nature Nature Bronz medal
- 2009 USA Mississippi Valley Salon of Photography Nature Nature Honourable Mention
- 2009 Italy 13° Gran Tour delle Colline The Best Work Trofeo Super circuit 1st Prize Trofeo Claudio Vivoli Best of show Fődíj GOLD medal
- 2009 Italy 13° Gran Tour delle Colline FIAF GOLD Medal különdíjat
- 2009 Italy 13° Gran Tour delle Colline Honourable Mention Signaled Work
- 2009 France Tropheé de Paris Digitális Diaporáma Fesztivál PRIX díjat
- 2009 AZ Photographic Society Electronic Imaging Exhibition USA ARIZONA Honourable Mention
- 2009 England 63rd Bristol International Salon of Photography PSA Gold Medal 1st Prize Best Wildlife fődíja,
- 2009 England 63rd Bristol International Salon of Photography Judges Choice DC Medal (zsűri külön díját) kapta,
- 2009 England 63rd Bristol International Salon of Photography Honourable Mention
- 2009 England 63rd Bristol International Salon of Photography RPS Ribbon-Judge’s Medal
- 2009 3rd International Salon of Photography Between the sky and the earth PSA Bronze Medal
- 2009 USA 6. Tropical Image Exhibition PSA Gold Medal 1st Prize és Best of Show fődíjat kapott
- 2009 Ausztrália 9rd. Adelaide AV Fest
- 2009 Digital Diaporáma Világ Fesztiválon a "Warriors of the Wilds" digirama "Top of Festival" 1st Prize FIAP Gold Medal fődíjat kapott
- 2009 USA Greater Lynn International Salonon PSA Gold 1st Prize és Best of Show fődíjat
- 2006 V. Pannónia Dia szalon Kollekció 1.díj és egyéni 1.díj FotoNatura serleg különdíj
- 2006 FIAP Természetfotó Világbajnokság Honourable Mention díjazott kollekció
- 2005 MAFOSZ szalon 1. díj
- 2004 Norvégia International Federation Wildlife Photograpy (IFWP) Other animal 1st Prize

## Szakmai magazinok, könyvek publikációk
- 2024 Digitális fotózás műhelytitkai kezdőknek könyv társszerkesztője és szakmai lektora
- 2022 A digitális fotózás Műhelytitkai könyv társszerkesztője és szakmai lektora
- 2021 Tippek trükkök kezdő fotósoknak könyv társ szerkesztője és szakmai lektora
- 2021 Digitális fotózás tükörreflexes és MILC géppel könyv társ szerkesztője és szakmai lektora
- 2021 Tájfotózás és épületfényképezés könyv társszerkesztője és szakmai lektora
- 2021 A digitális fotózás Műhelytitkai könyv társszerkesztője és szakmai lektora
- 2020 A digitális fotózás Műhelytitkai könyv társszerkesztője és szakmai lektora
- 2019 A Vadvilág fotózása könyv társszerkesztője és szakmai lektora
- 2018 Digitális fotózás tükörreflexes és MILC géppel könyv társ szerkesztője és szakmai lektora
- 2018 Tájfotózás és épületfényképezés könyv társszerkesztője és szakmai lektora
- 2017 Makró fotózás és teleobjektíves fényképezés könyv társszerzője és szakmai lektora
- 2017 A digitális fotózás Műhelytitkai könyv társszerkesztője és szakmai lektora
- 2016 Tájfotózás és épületfényképezés könyv társszerkesztője és szakmai lektora
- 2016 A digitális fotózás Műhelytitkai könyv társszerkesztője és szakmai lektora
- 2015 A digitális fotózás Műhelytitkai könyv társszerkesztője és szakmai lektora
- 2014 A digitális fotózás Műhelytitkai könyv társszerkesztője és szakmai lektora
- 2013 A digitális fotózás Műhelytitkai könyv társszerkesztője és szakmai lektora
- 2012 A digitális fotózás Műhelytitkai könyv társszerkesztője és szakmai lektora
- 2011 A digitális fotózás Műhelytitkai könyv társszerkesztője és szakmai lektora
- 2009- Természetfotó Magazin Főszerkesztő és Tulajdonos
- 2003-2008 Fotoart magazin szerkesztő, rovatvezető

## További publikációk
- 2009- Természetfotó Magazin online
- 2009- Nature Photo Magazine online
- 2006 National Geographic Traveler
- 2005- National Geographic Kids Hungary
- 2005- National Geographic Hungary Online
- 2005 Természet Búvár Magazin
- 2005 Madártávlat Magazin
- 2004 Vadgazda magazin

## Tagságok
- 2018- Nikon ambassador (nagykövet)
- 2013- EFIAP Diploma International Federation of Photographic Art
- 2012- TUISZ Turisztikai Újságírók Szövetsége
- 2011- AFIAP Diploma Nemzetkozi fotóművészek szövetsége FIAP(Fédération Internationale de l'Art Photographique)
- 2009- Canon Pro Club elnök (Platinum)
- 2005- Vadvilág Magyar Természetfotósok Egyesülete elnök
- 2003-2006 International Federation Wildlife Photograpy (IFWP)
- 2003-2006 Foto Natura Hungary
- 2002 Kőbányai fotó Klub

## Egyéni kiállításai Magyarországon
- 2008 Szeged Muzsikáló természet (Élő Koncert diaporáma 1600 fotóval)
- 2007 KVVM Zöld Galéria A Pillanat Művészei kiállítás
- 2007 Párizs környezetvédelmi kiállítás
- 2006 Környezetvédelmi és Vízügyi minisztérium állandó kiállítás
- 2006 Királyréti Kastélyszálló állandó kiállítás
- 2006 Budapest Natura 2000 Vendégváró Nemzeti Parkok országos vándor kiállítás Kecskemét, Szeged, Debrecen,
- 2006 Stefánia Palota Vendégváró Nemzeti Parkok önálló kiállítás
- 2006 Royal Norwegian Embassy Észak Csodái önálló kiállítás
- 2005 Magyar Természettudományi Múzeum Észak Csodái 120 képes csoportos kiállítás
- 2005 Királyréti Kastélyszálló Csodálatos Természet
- 2004 Vista Galéria Csodálatos természet
- 2004 KVVM Zöld galéria Csodálatos Természet